# Região Geográfica Intermediária de Caçador
A Região Geográfica Intermediária de Caçador é uma das sete regiões intermediárias do estado brasileiro de Santa Catarina e uma das 134 regiões intermediárias do Brasil, criadas pelo Instituto Brasileiro de Geografia e Estatística (IBGE) em 2017. É composta por 16 municípios, distribuídos em duas regiões geográficas imediatas.
Sua população total, de acordo com censo realizado pelo Instituto Brasileiro de Geografia e Estatística (IBGE) em 2022, é de 229 280 habitantes, distribuídos em uma área total de 6 202,832 km².
Caçador é o município mais populoso da região intermediária, com 73 720 habitantes, de acordo com o mesmo censo.

## Regiões geográficas imediatas
| Região geográfica imediata            | Municípios                                                                                                 | População Censo 2022 | Área (km²) |
| ------------------------------------- | --- | -------------------- | ---------- |
| Região Geográfica Imediata de Videira | Arroio Trinta Fraiburgo Ibiam Iomerê Monte Carlo Pinheiro Preto Rio das Antas Salto Veloso Tangará Videira | 128 764              | 2 348,617  |
| Região Geográfica Imediata de Caçador | Caçador Calmon Lebon Régis Macieira Matos Costa Timbó Grande                                               | 100 516              | 3 854,215  |
| Total                                 | 16 | 229 280              | 6 202,832  |